# Pontinus macrocephalus
Pontinus macrocephalus és una espècie de peix pertanyent a la família dels escorpènids. Fa 36,5 cm de llargària màxima. És bentònic. És inofensiu per als humans. És un peix marí, demersal i de clima tropical que viu entre 174-278 m de fondària. Es troba al Pacífic occidental: des del sud del Japó fins a la Micronèsia i les illes Hawaii. També és present a Malàisia i des de l'estret de Bali fins al mar de Timor a Indonèsia.